# Requisia vidmari
Requisia vidmari é uma espécie de litopterno do Paleoceno Inferior da Argentina. Seus registros fósseis foram encontrados na formação Salamanca, na província de Chubut. É a única espécie do gênero Requisia.
Sua morfologia dentária é muito semelhante a do Notonychops, mas com caracteres mais primitivos. A morfologia das cúspides, o tipo de desgaste e os caracteres crescentiformes do M3 indicam que a Requisia vidmari apresenta fortes indícios de caracteres selenodontos, por isso que se considera como o mais primitivo representante da ordem Litopterna. Requisia e provavelmente Wainka são mais primitivos em relação a Notonychops, mas sua similaridade morfológica justificaria sua inclusão na mesma família Notonychopidae. Se considera que a radiação adaptativa dos ungulados paleocenos sul-americanos foi precoce, eventualmente rápida, o que dificultaria encontrar um modelo filogenético suficientemente explicativo. 